# Geórgios Kunduriotis
Geórgios Kunduriotis (grec: Γεώργιος Κουντουριώτης) (Hidra, Imperi Otomà, 1782 - 1848 Atenes, Grècia) va ser un empresari armador i polític que va servir com a primer ministre de març a octubre de 1848.

## Biografia
Va néixer el 1782 al Golf Sarònic, a Hidra en una família del grup ètnic dels arvanites. Va ser avi de Pavlos Kunturiotis que va lluitar a la Primera Guerra Balcànica i més tard va exercir com primer President de la República Hel·lènica.
Quan la Guerra d'Independència va esclatar, Geórgios, juntament amb la resta de la família, va donar suport a la causa amb generoses donacions, així com amb les seves naus. Geórgios Kunduriotis es va convertir en membre del comitè executiu de la revolució grega i va ser el seu president des de 1823 fins a 1826 durant el moment crucial del tercer setge de Missolonghi.
Després de la independència, es va convertir en un membre del gabinet de Ioannis Kapodístrias, el primer governador de Grècia. Durant el període de predomini del Partit francès al regnat del rei Otó I de Grècia, va ocupar el càrrec de Primer Ministre.